# Poppo I. von Blankenburg

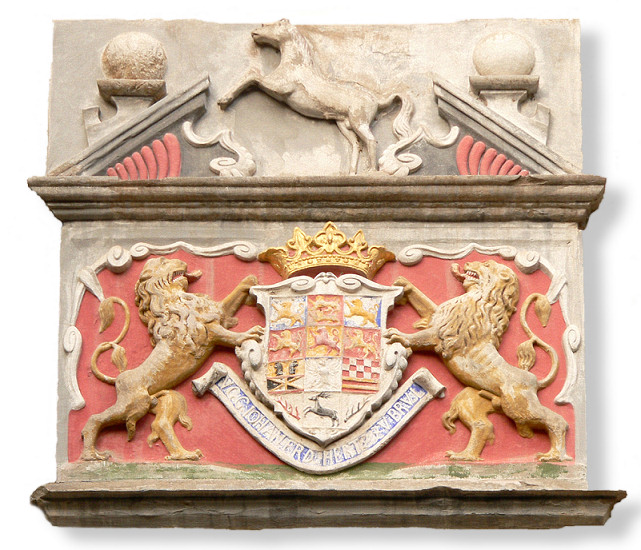
Die Wappen-Geweihstangen der beiden mit Poppos Söhnen begonnenen Linien rechts und links unten am Eingang zum Schloss Herzberg

Poppo I. von Blankenburg (* um 1095; † 1161 oder 1164) stammte wahrscheinlich von den Reginbodonen ab und war Graf von Regenstein-Blankenburg im Harz.
Sein Onkel ist der Bischof von Halberstadt Reinhard von Blankenburg, der ihm wohl die ersten Schritte ebnete.
Er hat als Lehnsträger Herzog Lothars von Supplinburg im Harzgau gräfliche Rechte ausgeübt und war später auch als Lehnsmann Heinrichs des Löwen nachzuweisen. Seit 1128 wurde er als Comes genannt. Sein Komitat, das wahrscheinlich der verschwägerte Lothar von Supplinburg geschaffen hatte, lag im östlichen Harzgau zwischen Ilse und Bode. Lothar war ebenso verschwägert mit Burchard I. von Loccum.
Er heiratete Richenza von Boyneburg, die Tochter des Grafen Siegfried III. von Boyneburg.
1163 hat er als Schwager des 1144 verstorbenen Grafen Siegfried IV. von Boyneburg vor Heinrich dem Löwen gewisse durch seine Gemahlin Richenza vermittelte Ansprüche auf die Abtei Northeim geltend gemacht, denen dieser seine Anerkennung nicht versagen konnte. 
Mit seinen Söhnen Siegfried und Konrad entstanden zwei Linien. Erst Mitte des 14. Jahrhunderts vereinigten sich die Linien des aus Poppo hervorgegangenen Geschlechts wieder.